# Còssifa capblanc
El còssifa capblanc (Cossypha heinrichi) és una espècie d'ocell paseriforme de la família dels muscicàpids. Es troba en dos reductes de població a l'Àfrica central. Al nord d'Angola, l'espècie habita en un dens sotabosc de boscos galeria al llarg de rius i rierols a 1.250 m d'alçada, entrant ocasionalment a les zones de sabana circumdants. A l'oest de la República Democràtica del Congo, habita uns quants boscos aïllats i espessos (no en galeria) a la sabana. El seu estat de conservació és considerat de risc mínim, tot i que s'estima que la població (entre 6.000 i 15.000 ondividus) està decreixent.

## Taxonomia
El 1954, Gerd Heinrich va recollir exemplars d'ocells a Angola, i els exemplars van ser enviats al Museu Field d'Història Natural, a Chicago. Tres dels exemplars eren còssifes capblanques, i el 1955, Austin Loomer Rand els va descriure com a Cossypha heinrichi. L'espècie és monotípica.